# Sremm Life
Sremm Life (estilizado como SremmLife) es el primer álbum de estudio del grupo estadounidense Rae Sremmurd. Fue lanzado el 6 de enero de 2015, por Ear Drummer, que pertenece a Interscope Records, que a su vez pertenece a la discográfica Universal Music Group. El álbum fue apoyado por los sencillos "No Flex Zone", "No Type", "Throw Sum Mo", "This Could Be Us" y "Come Get Her". Contiene colaboraciones con Jace, Nicki Minaj, Young Thug y Big Sean.

## Recepción

### Crítica
Sremm Life recibió críticas generalmente positivas de los críticos musicales. En Metacritic, que asigna una calificación normalizada de 100 a las reseñas de los críticos, el álbum recibió una puntuación promedio de 78, lo que indica "críticas generalmente favorables", según 15 reseñas. Justin Charity de Complex dijo que "los cánticos y la poesía exultante de Sremm Life están completamente cargados de principio a fin".

### Comercial
El álbum vendió 34.000 copias en su primera semana y debutó en el número 5 del Billboard 200 de Estados Unidos. En su segunda semana, el álbum descendió al número 17 con 23.000 unidades.[cita requerida] Permaneció más de 100 semanas en la lista. Para abril de 2023, ha vendido más de 2'000.000 de copias solo en los Estados Unidos, siendo certificado doble platino por la Recording Industry Association Of America; todos sus sencillos han obtenido triple platino o más, además del sencillo promocional "Up Like Trump" certificado oro.

## Lista de canciones
| N.º   | Título                                        | Letras | Duración |  |
| 1.    | «Lit Like Bic»                                | Aaquil I. Brown, Khalif M. Brown, Jeremy Miller                                                                               | 4:34     |  |
| 2.    | «Unlock The Swag» (con Jace)                  | Aaquil I. Brown, Khalif M. Brown, Jason Harris, Asheton Hogan, Michael L. Williams                                            | 5:22     |  |
| 3.    | «No Flex Zone»                                | Aaquil I. Brown, Khalif M. Brown, Asheton Hogan, Michael L. Williams                                                          | 3:51     |  |
| 4.    | «My X»                                        | Aaquil I. Brown, Khalif M. Brown, Tyree L. Pittman, Michael L. Williams                                                       | 3:34     |  |
| 5.    | «This Could Be Us»                            | Aaquil I. Brown, Khalif M. Brown, Marquell Middlebrooks, Michael L. Williams                                                  | 3:26     |  |
| 6.    | «Come Get Her»                                | Aaquil I. Brown, Khalif M. Brown, Asheton Hogan, Michael L. Williams                                                          | 3:32     |  |
| 7.    | «Up Like Trump»                               | Aaquil I. Brown, Khalif M. Brown, Sonny C. Uwaezuoke                                                                          | 3:13     |  |
| 8.    | «Throw Sum Mo» (con Nicki Minaj y Young Thug) | Aaquil I. Brown, Khalif M. Brown, Kenneth C. Coby, Jeremy P. Felton, Onika T. Maraj, Jeffery L. Williams, Michael L. Williams | 4:20     |  |
| 9.    | «YNO» (con Big Sean)                          | Sean M. Anderson, Aaquil I. Brown, Khalif M. Brown, Asheton Hogan, Michael L. Williams                                        | 5:24     |  |
| 10.   | «No Type»                                     | Aaquil I. Brown, Khalif M. Brown, Michael L. Williams                                                                         | 3:20     |  |
| 11.   | «Safe Sex Pay Checks»                         | Aaquil I. Brown, Khalif M. Brown, Carlton D. Mays, Paul Richardson                                                            | 4:56     |  |
| 45:32 |                                               | |          |  |

## Créditos

### Música
- Sean M. Anderson: letras (9), voz (9).
- Aaquil I. Brown: letras, voz.
- Khalif M. Brown: letras, voz.
- Kenneth C. Coby: letras (8).
- Jeremy P. Felton: letras (8).
- Jason Harris: letras (2), voces adicionales (5), voz (2).
- Asheton Hogan: letras (2, 3, 6, 9).
- Onika T. Maraj: letras (8), voz (8).
- Carlton D. Mays: letras (11).
- Marquell Middlebrooks: letras (5).
- Jeremy Miller: letras (1).
- Tyree L. Pittman: letras (4).
- Paul Richardson: letras (11).
- Sonny C. Uwaezuoke: letras (7).
- Jeffrey L. Williams: letras (8), voz (8).
- Michael L. Williams: letras (2, 3, 4, 5, 6, 9, 10).

### Producción
- Todd Bergman: asistencia en ingeniería de sonido (8).
- Khalif M. Brown: producción (10).
- Chanbuny M. Chhim: asistencia en ingeniería de sonido (1, 2, 4, 5, 6, 8, 9, 11).
- Kenneth C. Coby: producción (8).
- Alex Hitchins: ingeniería de grabación (8).
- Jaycen J. Hobert: ingeniería de mezcla (1, 2, 4, 5, 6, 7, 8, 9, 11).
- Asheton Hogan: producción (2, 3, 6, 9).
- Stephen Hybicki: ingeniería de grabación (1, 2, 4, 5, 6, 8, 11), ingeniería de mezcla (3, 10).
- Ryan Kaul: asistencia en ingeniería de sonido (1, 2, 4, 5, 6, 8, 9, 11).
- David Kutch: ingeniería de masterización (3, 5, 6, 10).
- Randy Lanphear: ingeniería de grabación (1, 2, 5).
- Carlton D. Mays: producción (11).
- Marquell Middlebrooks: ingeniería de grabación (7), producción (5).
- Jeremy Miller: producción (1).
- Tyree L. Pittman: producción (4).
- Cody Seal: ingeniería de grabación (6).
- Pierre R. Slaughter: ingeniería de grabación (3, 7, 8, 9, 10, 11).
- Sonny C. Uwaezuoke: producción (7).
- Michael L. Williams: ingeniería de mezcla, producción (2, 3, 5, 6, 8, 9, 10).